# María Elena Maseras i Ribera

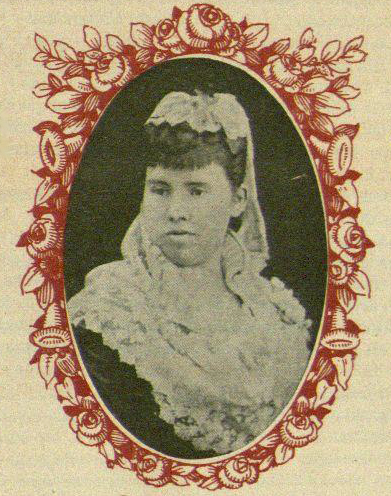
María Elena Maseras i Ribera, 1919

María Elena Maseras i Ribera (* 25. Mai 1853 in Vila-seca, Spanien; † 4. Dezember 1905 in Maó, Spanien) war eine spanische Medizinerin und Lehrerin. Sie war die erste Frau in Spanien, die sich für ein Medizinstudium einschrieb und somit Zugang zu Universitätslehrstühlen erhielt.

## Leben und Werk
Maseras i Ribera war die Tochter des Arztes Miquel Maseras Gasó und Francesca Ribera Gil. Zwei ihrer jüngeren Brüder studieren ebenfalls Medizin. Um studieren zu können, bat sie König Amadeus I. von Savoyen um eine Erlaubnis und nutzte dafür seinen Besuch in Barcelona. Der von König Amadeus von Savoyen am 2. September 1871 unterzeichnete Königliche Orden erlaubte ihr den Zugang zur Hochschulbildung, wenn auch nicht unter den gleichen Bedingungen wie ihre männlichen Kollegen. Maseras i Ribera konnte mit dieser Erlaubnis privat lernen, aber nicht an den Vorlesungen teilnehmen.
Maseras i Ribera begann 1872 als erste Medizinstudenten ihr Studium an der Medizinischen Fakultät der Universität Barcelona. 1875 nahm der Medizinprofessor Narciso Carbón sie in seine Vorlesungen auf. Am 1. Februar 1879 bat sie um die Erlaubnis, eine Prüfung zum Bachelor in Medizin ablegen zu dürfen. Die Tatsache, dass sie eine Frau war, verursachte große Verwirrung in den bürokratischen Stellen, und sie erhielt erst am 19. Juni 1882 die Erlaubnis. Am 25. Oktober 1882 wurde sie geprüft, und die Prüfung wurde mit Exzellent bewertet.
Entmutigt von den bürokratischen Schwierigkeiten, mit denen sie konfrontiert war, beschloss sie, nicht zu promovieren und gab ihre Tätigkeit als Medizinerin auf. Während sie auf die Zulassung für ihre Prüfung gewartet hatte, studierte sie für das Lehramt. Sie unterrichtete dann in Barcelona und in Vilanova i la Geltrú, bis sie sich 1890 in Maó auf der Insel Menorca niederließ, wo sie Lehrerin der ersten öffentlichen Mädchenschule war. Neben ihrer Lehrtätigkeit schrieb sie regelmäßig Beiträge für die Zeitschrift El Pueblo. Ihre Artikel behandelten verschiedene Themen im Bereich Gesundheit, Kultur und Freizeit und betonten die Bedeutung der Hygiene für die Gesundheit.
Maseras i Ribera starb 1905 im Alter von 52 Jahren an einem Herzleiden.
In Spanien verwies erst das Moyano-Gesetz von 1857 auf die Verpflichtung hin, Schulen für Mädchen in Städten mit mehr als 500 Einwohnern zu eröffnen. Der Königliche Erlass vom 11. Juni 1888 erlaubte es Frauen, nach Rücksprache mit höheren Behörden zu Universitätslehrstühlen zugelassen zu werden. Die königliche Verordnung vom 8. März 1910 beendete die Beschränkungen von 1888 und schaffte die vorherigen Konsultationen mit den Behörden ab, die Frauen durchführen mussten, um sich einschreiben und ein Universitätsstudium fortsetzen zu können.
Damals hatten Frauen viele Schwierigkeiten, eine höhere Ausbildung zu absolvieren und nach Abschluss den offiziellen Titel und die daraus resultierende Berechtigung zur Ausübung des Berufs zu erlangen. Maseras i Riberas Forderungen und die von Dolores Aleu i Riera, die zusammen mit Martina Castells i Ballespí die ersten drei Ärztinnen in Spanien waren, fanden in den damaligen Zeitungen breite Beachtung und lösten eine Debatte aus in dem Beratungsgremium für Bildung, dem Rat für öffentliches Unterrichten.

## Ehrungen (Auswahl)
- Zu ihrer Erinnerung tragen seit 2006 ein Park in Barcelona und eine Straße in Salou und in Valladolid ihren Namen.
- Seit dem 8. März 2006 trägt eine Straße in der Ensanche von Barcelona ihren Namen.
- Gleichstellungspreis an der Universitat Rovira i Virgili.
- 2016 wurde in Vilaseca das Centre d'Estudis Maria Elena Maseras gegründet.[11][12]
- Seit dem 2. Oktober 2019 heißt die öffentliche Schule Nummer 5 von Miguelturra in der spanischen Provinz Ciudad Real María Elena Maseras.[13]